# Bembel-Weg
Der Bembel-Weg ist ein 19 Kilometer langer Rundwanderweg im Naturpark Rhein-Taunus, der alle Ortsteile der Gemeinde Niedernhausen im hessischen Rheingau-Taunus-Kreis miteinander verbindet.

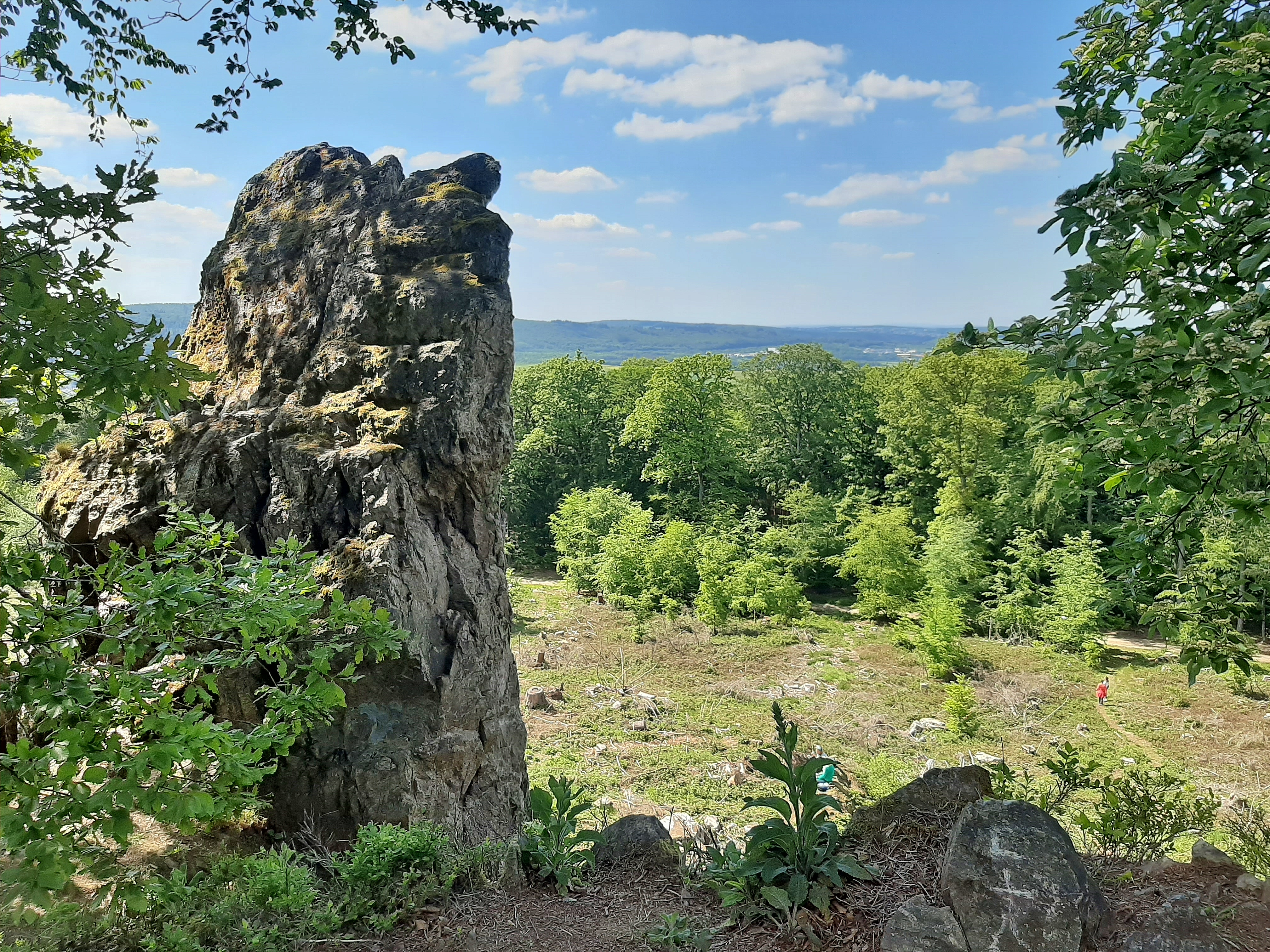
Am Hohlen Stein

Ausgehend vom Autal (266 m ü. NHN) unweit des Bahnhofs Niedernhausen wandert man am Waldschwimmbad vorbei und steigt zusammen mit dem Taunusklub-Wanderweg «Schwarzer Balken mit Spitze» nach Oberjosbach. Vom nördlichen Ortsrand steigt man weiter – zunächst zusammen mit dem Geo-Pfad und dem Naturpark-Weg «Rehbock» (rot) – hinauf zum Hohlen Stein (479 m ü. NHN), von wo man einen schönen Ausblick in die Idsteiner Senke hat. An seiner Westseite geht es wieder hinab und man gelangt nach Oberseelbach.

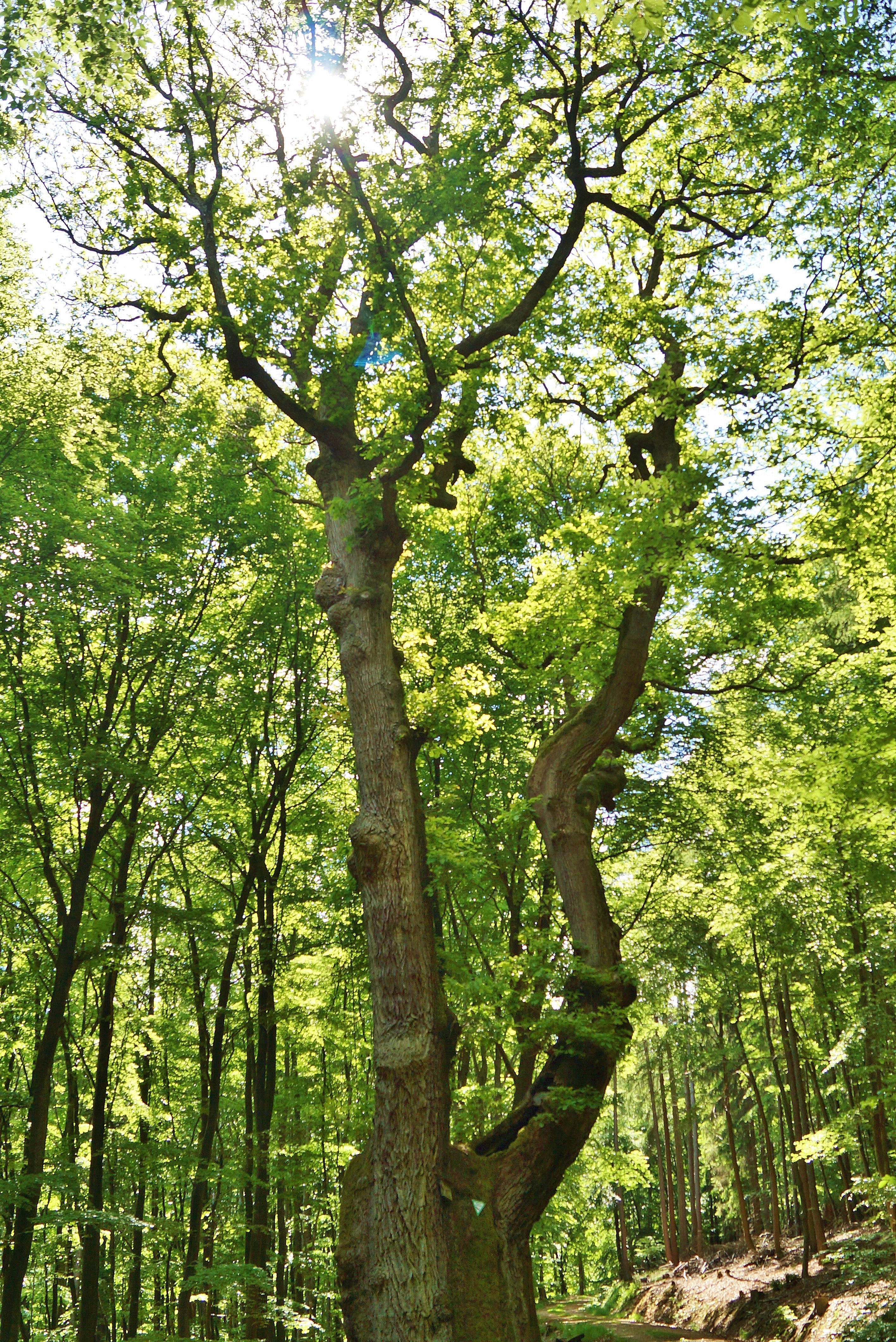
ND Kroneiche

Nach Querung des Seelbachs, der Main-Lahn-Bahn und des Daisbachs erreicht man Niederseelbach, unterquert die Autobahn Köln – Frankfurt und steigt im Wald südlich von Engenhahn zu dessen Ortsteil Wildpark. Nun geht es zusammen mit dem Taunusklub-Wanderweg «Liegendes Y» hinauf zur Hohen Kanzel. Der Bembel-Weg umrundet die Kuppe (592 m ü. NHN), zu der ein Abstecher nicht weit ist. Auf der Südseite kommt man am Naturdenkmal «Kroneiche» vorbei und steigt hinab ins Theißtal. Hier werden die ICE-Strecke und Autobahn erneut unterquert (320 m ü. NHN), bevor man in den Ortsteil Königshofen gelangt. Nun wird die Main-Lahn-Bahn an einer Schranke überquert und alsbald auch der Daisbach in der Nähe der Autalhalle. Dem Bach folgt man südostwärts und gelangt zum Ausgangspunkt zurück.